# クィア/QUEER
『クィア/QUEER』（原題: Queer）は、2024年製作の恋愛映画。ルカ・グァダニーノ監督、ジャスティン・クリツケス脚本、ダニエル・クレイグ主演。 ウィリアム・S・バロウズによる自伝的小説の映画化である。

## あらすじ
1950年代のメキシコシティ。アメリカ人駐在員のウィリアム・リーは、美しくミステリアスな青年ユージーン・アラートンに一目惚れし、恋に落ちる…。

## キャスト
- ダニエル・クレイグ - ウィリアム・リー
- ドリュー・スターキー - ユージーン・アラートン
- ジェイソン・シュワルツマン - ジョー・ギドリー
- レスリー・マンヴィル - コッター医師
- エンリケ・ザガ - ウィンストン・ムーア
- ドリュー・ドロージー - ジョン・デュメ
- アンドラ・ウルスータ - メアリー
- アリエル・シュルマン - トム・ウェストン
- アンドレス・ドゥプラット - ヘルナンデス医師
- オマー・アポロ - チム・バーの男
- デヴィッド・ロウリー - ジム・コクラン
- リサンドロ・アロンソ - ミスター・コッター
- ミカエル・ボレマンス - 医者
- ロニア・アヴァ - ジョーン・ヴォルマー

## 製作

### 企画
ルカ・グァダニーノは、ウィリアム・S・バロウズの1985年の中編小説『Queer』を17歳の時に読んで以来、その映画化を長年望んでいた。2022年4月、『チャレンジャーズ』の撮影現場において、脚本家のジャスティン・クリツケスに同作の原作を渡し、プロデューサーのロレンツォ・ミエーリが原作の映像化権の所在を突き止め、著作権継承者であるジェームズ・グラウアーホルツとの連絡を経て、映画化の権利を取得した 。
脚本は『チャレンジャーズ』の製作と並行して執筆が進められた。原作は未完であったため、クリツケスとグァダニーノは、バロウズ研究の第一人者であるオリヴァー・ハリスの協力を得ながら、著者の意図を尊重しつつ物語に適切な結末を与える手法を模索した。
グァダニーノは本作を「自身にとって最も個人的な映画」と位置づけており、『赤い靴』（1948年）などのマイケル・パウエルとエメリック・プレスバーガーの作品へのオマージュであると語っている。また、本作に登場するセックスシーンは、「パウエルとプレスバーガーならきっと気に入ってくれるだろうとも述べている」。

### 撮影
撮影は2023年4月29日、イタリアのローマにて開始された。本作はチネチッタで撮影され、物語の最終章にあたるシーンはエクアドルのキトでも追加撮影が行われた。撮影は同年6月29日に終了している。

### 衣装
衣装デザインは、ロエベのクリエイティブ・ディレクターであるジョナサン・アンダーソンが担当。彼にとっては、前作『チャレンジャーズ』に続くルカ・グァダニーノ作品への2度目の参加となった。

### ポストプロダクション
ヴェネツィア国際映画祭に出品され、初期バージョンは185分から200分の長尺であったが、後に編集が加えられ、最終的な上映時間は137分に短縮された。

## 公開
2024年9月3日に第81回ヴェネツィア国際映画祭のコンペティション部門でワールドプレミア上映された。2024年8月には、第62回ニューヨーク映画祭のスポットライト・ガラ部門における最初の上映作品として発表された。
アメリカでは2024年11月27日に限定劇場公開が行われ、同年12月13日にはアメリカおよびイギリスで全国公開された。イタリアでは2025年2月13日にLucky Redによって劇場公開された日本は2025年5月9日に公開される。

## 評価
2025年4月20日時点で、映画批評集積サイトのRotten Tomatoesでは、232件のレビューがあり、批評家支持率は72%、平均点は10点満点で 6.8点となっている。観客支持率は65%、平均点は5点満点で3.5点となっている。サイト側による批評家の見解の要約は「ウィリアム・S・バロウズの偏執を幻想的に抽出し、ときに散漫でありながらも生命力にあふれた本作は、ダニエル・クレイグのこれまでで最も輝かしい演技のひとつとなっている」とされている。また、Metacriticにはら49件のレビューがあり、加重平均値は72/100となっている。